# Boves (Italië)
Boves is een gemeente in de Italiaanse provincie Cuneo (regio Piëmont) en telt 9507 inwoners (31-12-2004). De oppervlakte bedraagt 51,1 km², de bevolkingsdichtheid is 186 inwoners per km².
De volgende frazioni maken deel uit van de gemeente: Castellar, Cerati, Fontanelle, San Mauro, Rivoira, Rivolta, San Giacomo, Sant'Anna, Mellana.
In de Tweede Wereldoorlog was het verzet in Boves gehuisvest. Na de wapenstilstand van Cassibile heeft een eenheid van de 1. SS-Panzer-Division Leibstandarte-SS Adolf Hitler onder bevel van Joachim Peiper het dorp op 19 september 1943 bezet en in brand gestoken. Daarbij verloren vele burgers het leven.

## Demografie
Boves telt ongeveer 3877 huishoudens. Het aantal inwoners steeg in de periode 1991-2001 met 4,5% volgens cijfers uit de tienjaarlijkse volkstellingen van ISTAT.
| Jaar | Inwoneraantal |
| ---- | ------------- |
| 1991 | 8827          |
| 2001 | 9222          |

## Geografie
De gemeente ligt op ongeveer 542 meter boven zeeniveau.
Boves grenst aan de volgende gemeenten: Borgo San Dalmazzo, Cuneo, Limone Piemonte, Peveragno, Robilante, Roccavione, Vernante.